# The Matches

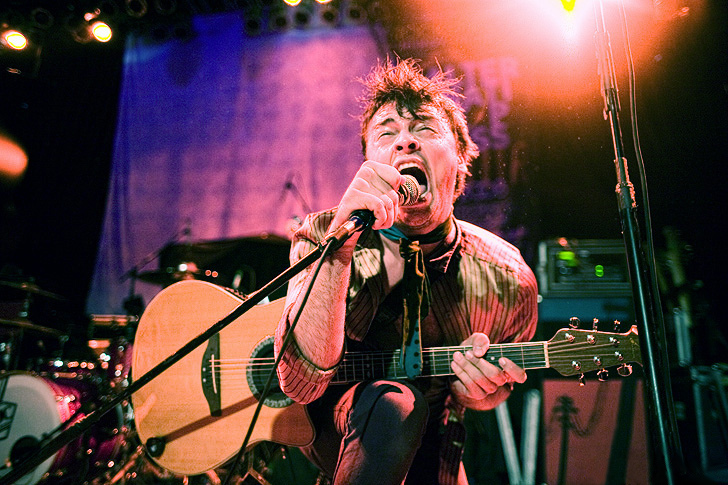
Optreden van The Matches in 2008

The Matches is een Amerikaanse rockband uit Oakland, Californië. Ze begonnen in 1997 als "The Locals".
Een documentaire over de band, getiteld Bleeding Audio, ging in première op filmfestivals in 2020.

## Bandleden
- Shawn Harris - Zang, Gitaar
- Jon Devoto - Gitaar, Achtergrondzang
- Matt Whalen - Drums
- Dylan Rowe - Bass, Achtergrondzang

## Ex-leden
- Justin San Souci - Bass, Achtergrondzang
- Matt Esposito - gitaar, achtergrondzang

## Discografie

### Albums
- E. Von Dahl Killed the Locals (2004)
- Decomposer (2006)
- A Band In Hope (2008)